# 雲泉仙館
22°31′48″N 114°09′20″E / 22.5301°N 114.1556°E

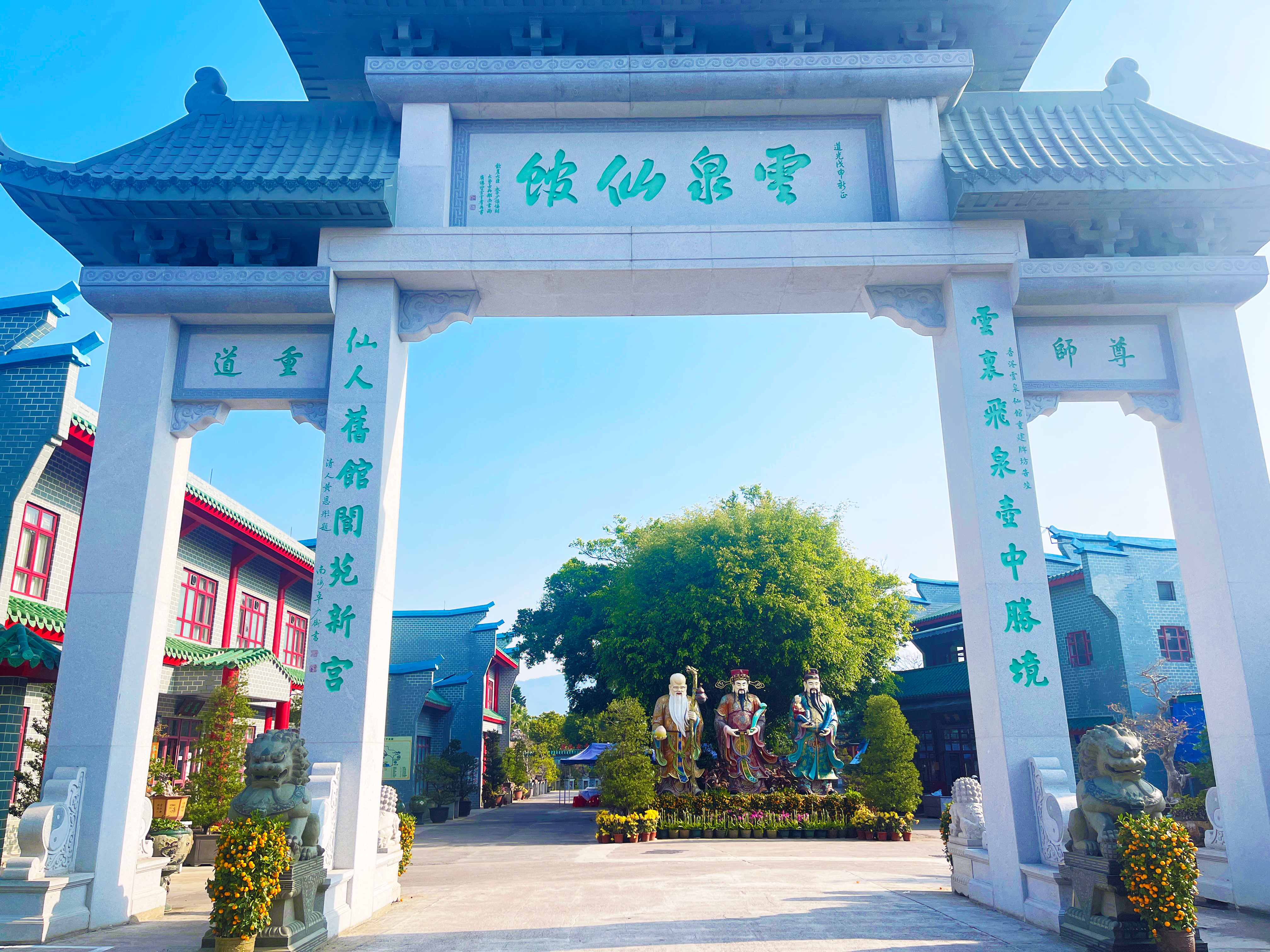
雲泉仙館牌坊

雲泉仙館（Wun Chuen Sin Kwoon）是香港一間註冊慈善道教機構，主奉純陽呂祖仙師(呂洞賓)。西環本館位於皇后大道西崑保商業大廈二十至二十一樓，坪輋分館位於打鼓嶺坪輋路188號，佔地數十萬呎，經多年的擘劃修築，現已斗拱飛簷，殿宇莊嚴，花木扶疏，景緻優美，馳名齋菜，成為香港著名的道教慈善團體。
坪輋太歲殿於2024年年初重新修繕，供奉斗姆元君及六十太歲星君，2024年年尾重建財神殿，供奉趙公明武財神，殿內兩旁琉璃供燈熠熠生輝，美侖美煥。
坪輋崇先堂樓高兩層，屬罕見的專門提供安奉祖先及先人牌位服務的獨幢古式建築，以供善信敬祖思親。

## 歷史
雲泉仙館原本位於廣東南海市西樵山白雲洞，建於清道光27年（1847年），主殿為贊化宮，奉祀孚佑帝君呂純陽。白雲洞則是南海人何中行（號東江）於明嘉靖年間所開闢。其子何亮（字子明），於此設置書室，讀書修煉，號白雲主人。入清以後，道光18年（1838），以南海龍津堡鄉紳李宗簡（字文川，號莘野）為首的一群修道者至此隱居。道光27年，李宗簡、馮贊勳等當地鄉紳將玉樓書院故址擴建為雲泉仙館，至咸豐8年（1860年）竣工，李宗簡成為仙館第一位住持。

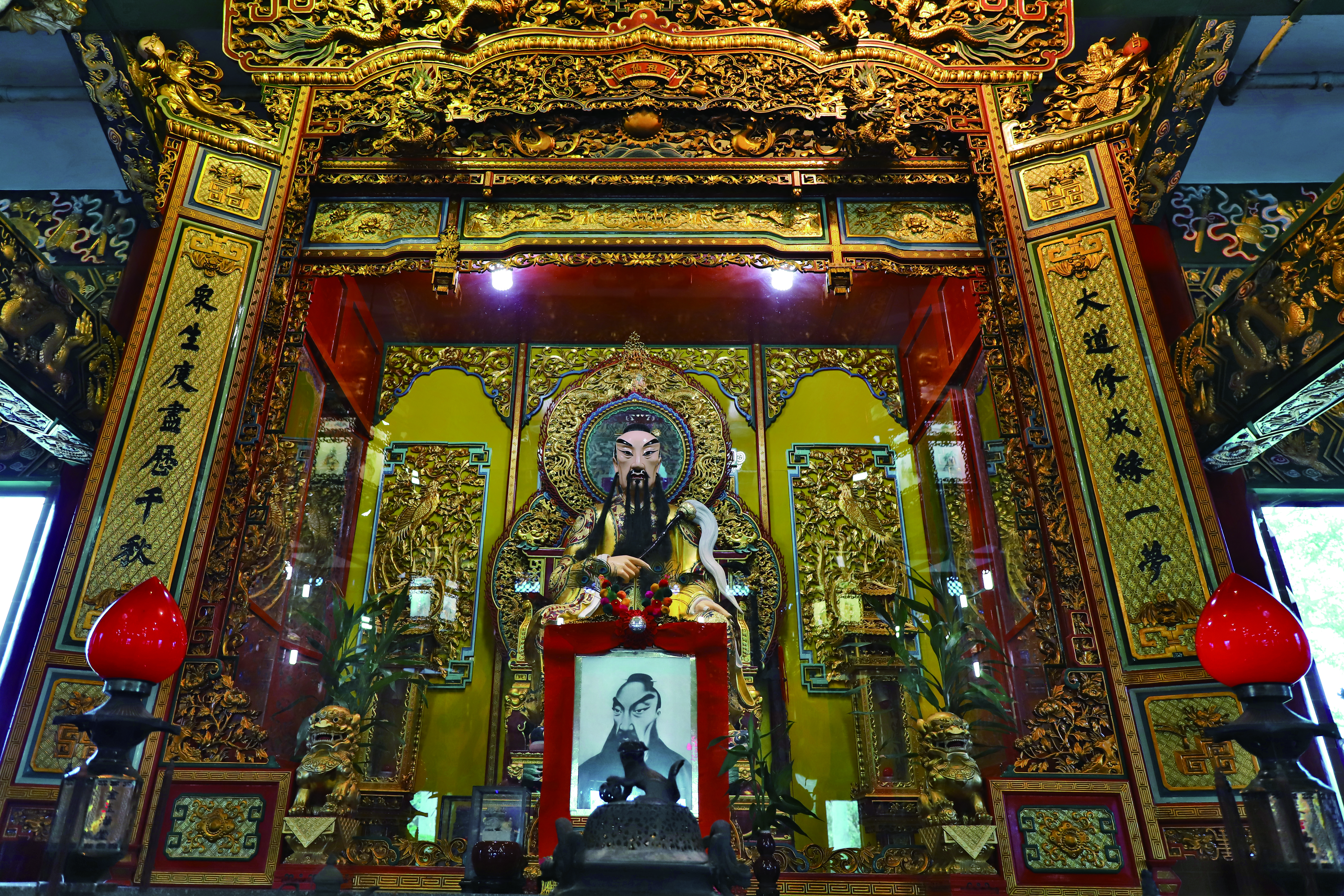
純陽殿供奉呂祖仙師

1938年中國抗日戰爭期間西樵淪陷，由吳禮和道長等道侶因此南下香港，組織臨時賀誕會，於1944年於德輔道西創立香港雲泉仙館。1975年購得新界坪輋園林地， 1986年擴建呂祖純陽寶殿舉行開光陞座典禮，同時舉辦第一屆菊展會開幕。

經多年的擘劃修築，落成的有贊化宮、靈官殿、太歲殿、崇先堂、藏經閣、文物閣、鐘樓、鼓樓、東齋、西齋﹑南齋﹑靈灰莊及財神殿等系列道教古式建築群。特別之處，在於贊化宮前還立有一對雕刻精美的「華表」，據吳耀東館長介紹，此乃參照西樵山舊館的建築；加上地勢關係，所以置立於大殿前，顯得壯麗堂皇。

## 教育服務

#### 香港學校
- [3]香港道教聯合會雲泉吳禮和紀念學校︰1984年由雲泉仙館贊助創立。
- [4]香港道教聯合會雲泉學校︰2009年由「雲泉仙館教育基金」資助改善香港道教聯合會的小學，並正名為香港道教聯合會雲泉學校。

#### 捐助興辦中國內地學校
- 水口雲泉小學(清遠水口鎮)
- 遙田吳禮和紀念學校(韶關新豐)
- 沙田吳禮和紀念學校(韶關新豐)
- 白芒雲泉仙館小學(清遠白芒鎮)
- 韶關市吳禮和紀念學校(韶關湞江區)
- 樂昌市吳禮和紀念學校(樂昌梅花)

## 西環雲泉仙館
地址︰香港皇后大道西335-339號崑保商業大廈20-21樓全層
電話/Whatsapp︰+852 2547 2569

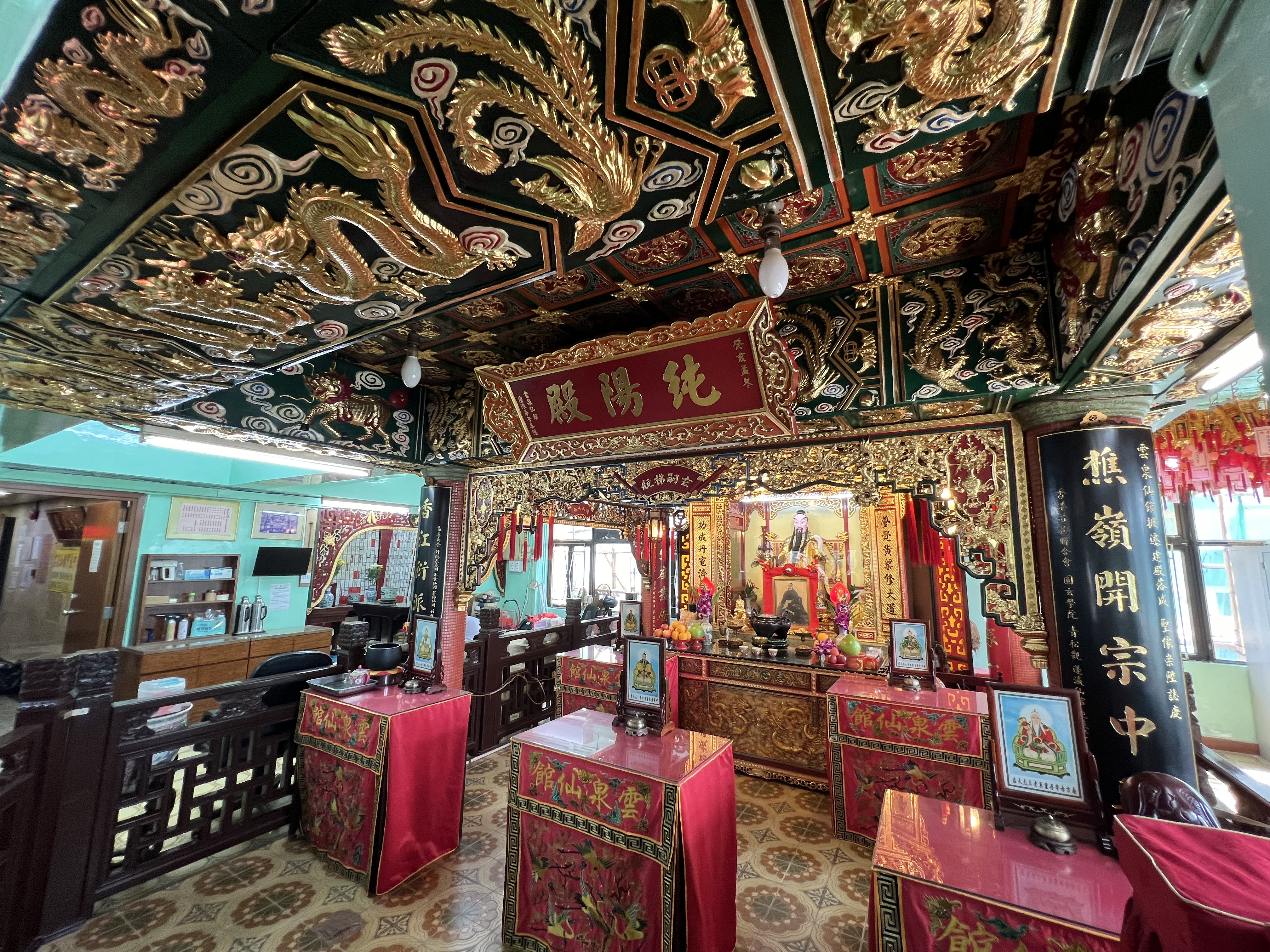
西環純陽殿

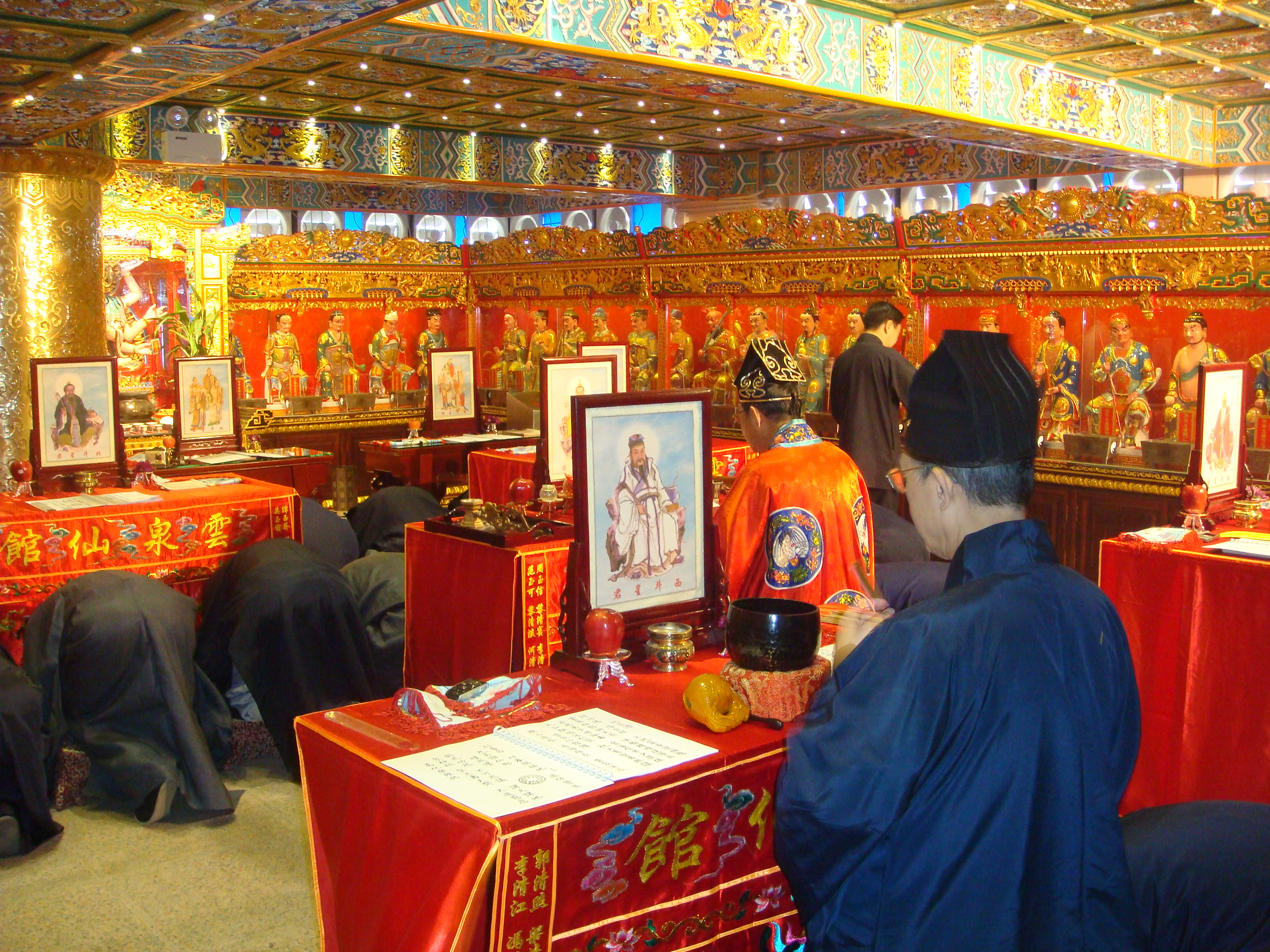
西環太歲殿

交通方式︰港鐵西營盤站B3出口
- 純陽寶殿

- 太歲殿

- 祖先/先人牌位靈閣

## 坪輋雲泉仙館
地址︰新界打鼓嶺坪輋路188號 

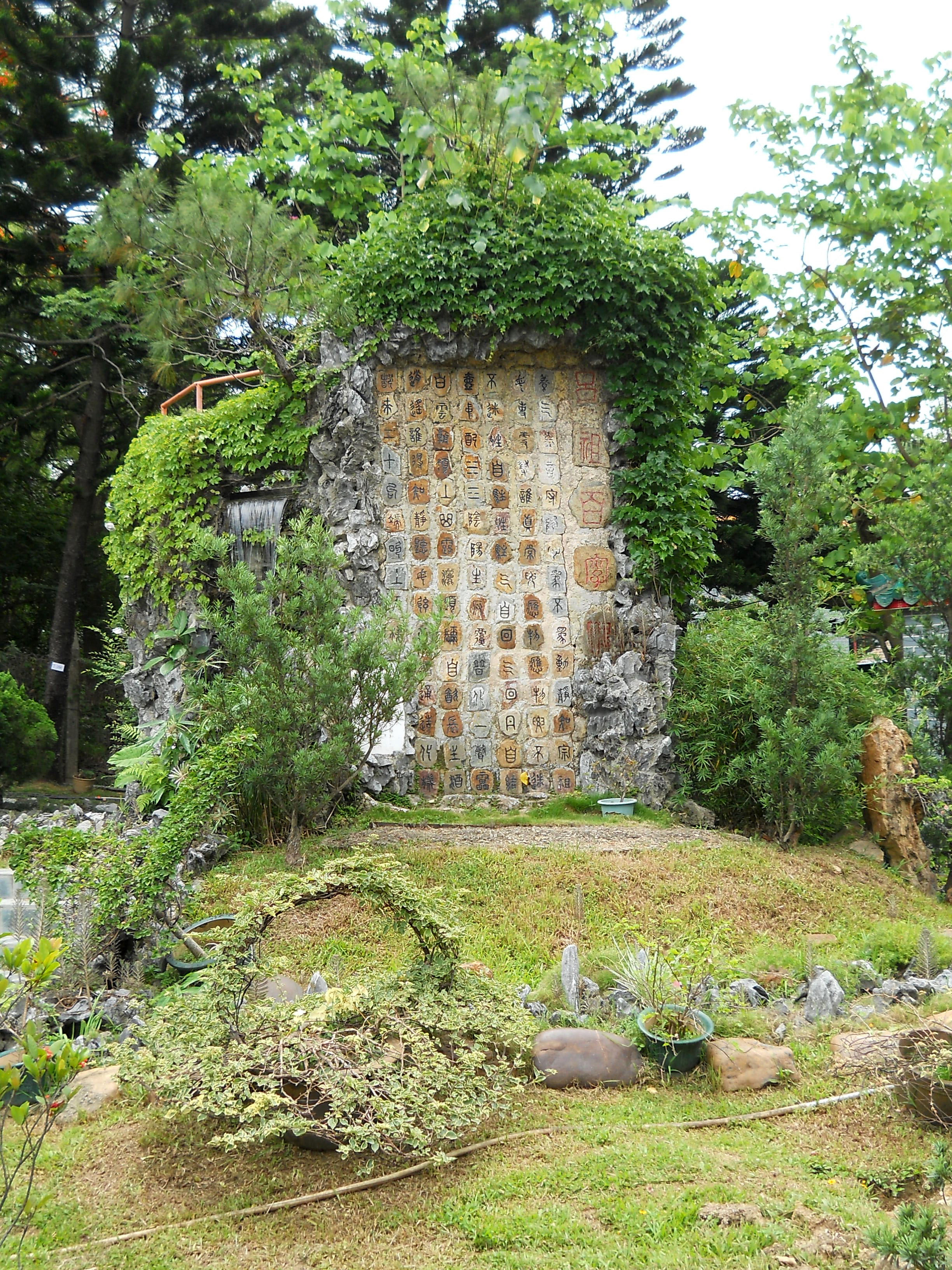
呂祖百字碑

電話/Whatsapp : +852 2674 2194
交通方式︰
1. 粉嶺火車站C出口乘搭52K綠色專線小巴直達雲泉仙館站。
2. 上水站側上水廣場乘搭79K巴士直達雲泉仙館站。
3. 自駕，共設有三個免費停車場

雲泉仙館佔地數十萬呎，斗拱飛簷，殿宇莊嚴，花木扶疏，景緻優美。
- 牌坊/福祿壽三星像

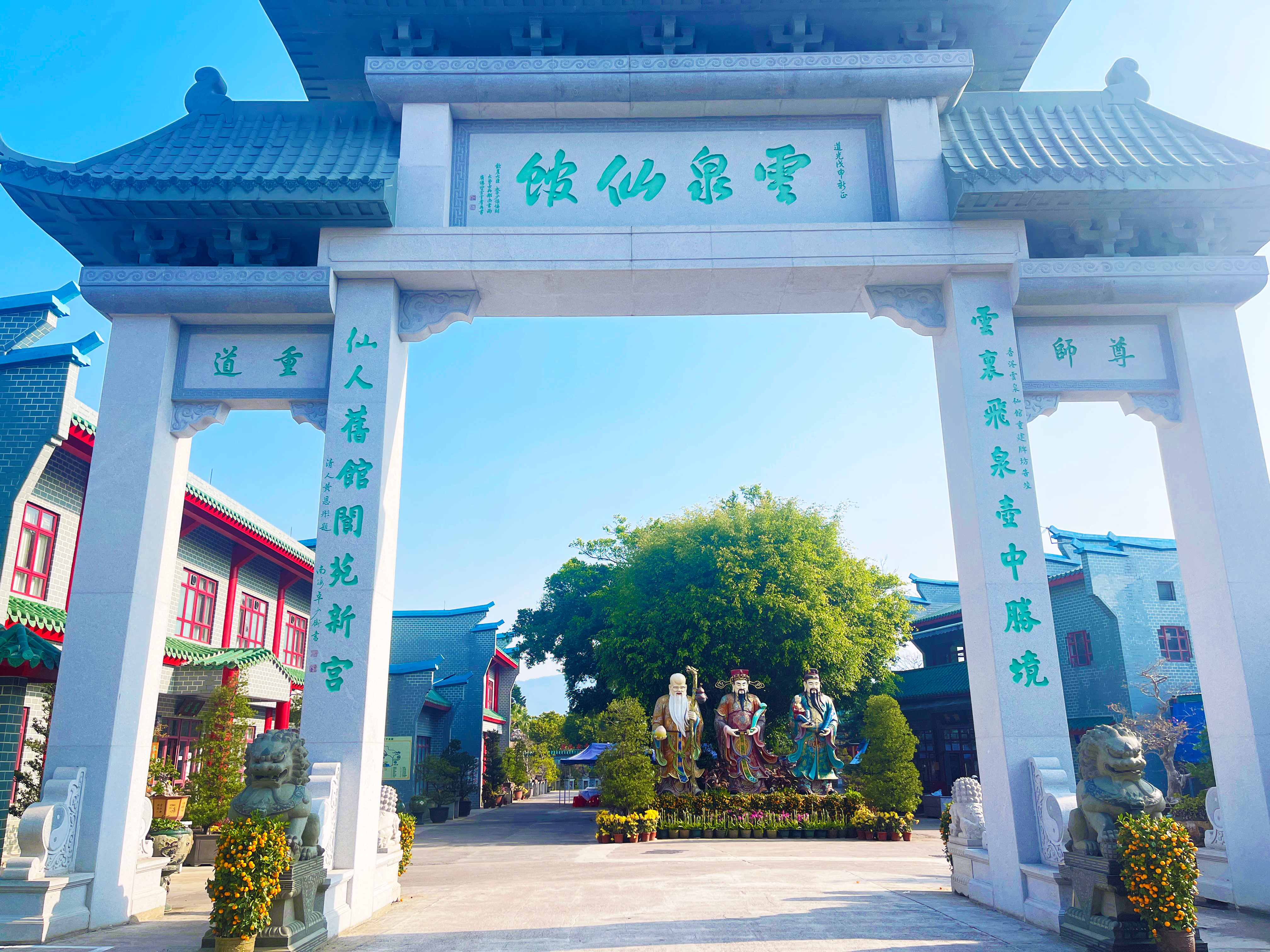

- 贊化宮(純陽寶殿內供奉主神︰純陽呂祖仙師)
- 靈官殿(供奉道教護法尊神︰王靈官)
- 太歲殿(供奉斗姆元君及六十太歲星君)
- 財神殿(供奉趙公明玄壇真君)
- 崇先堂

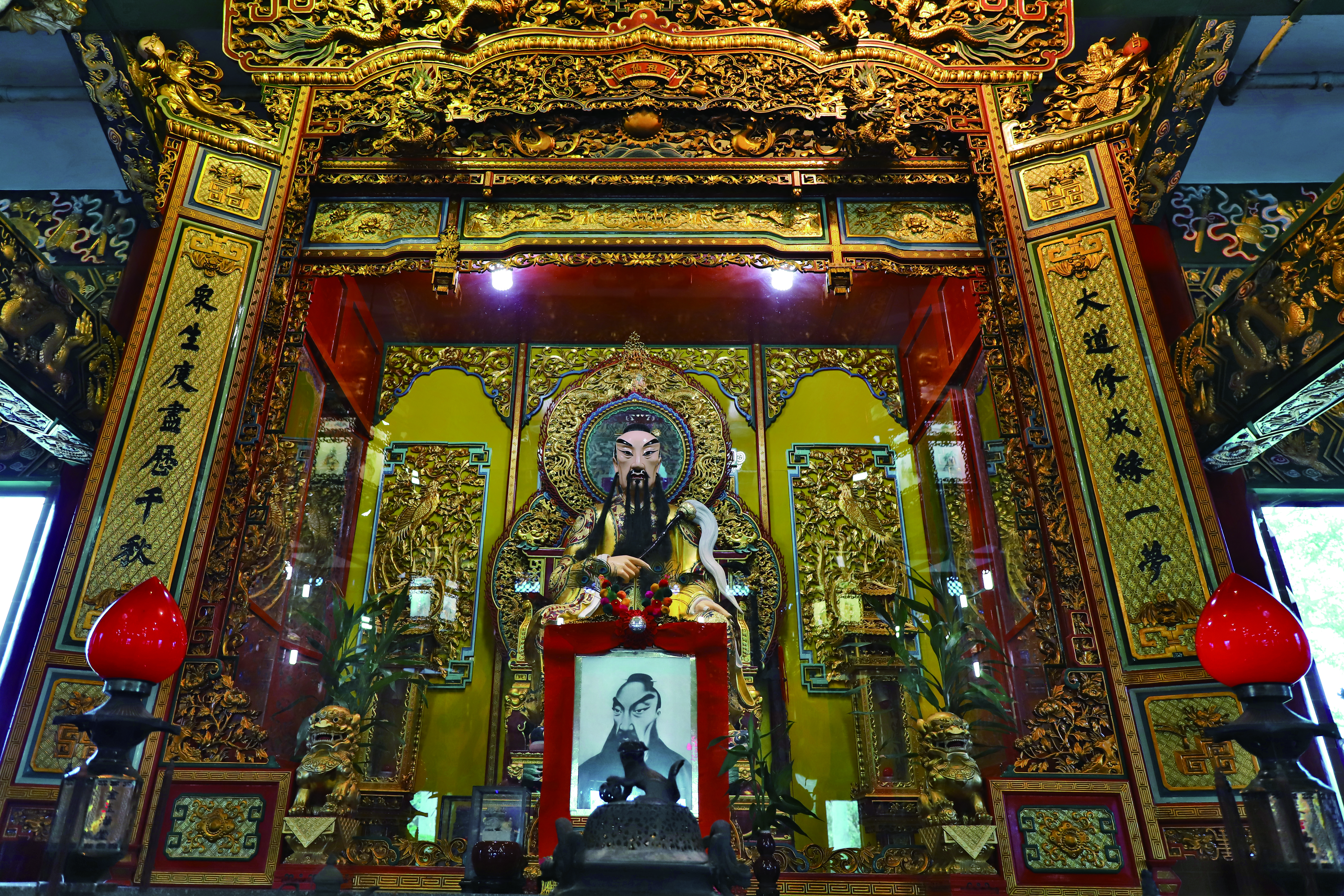

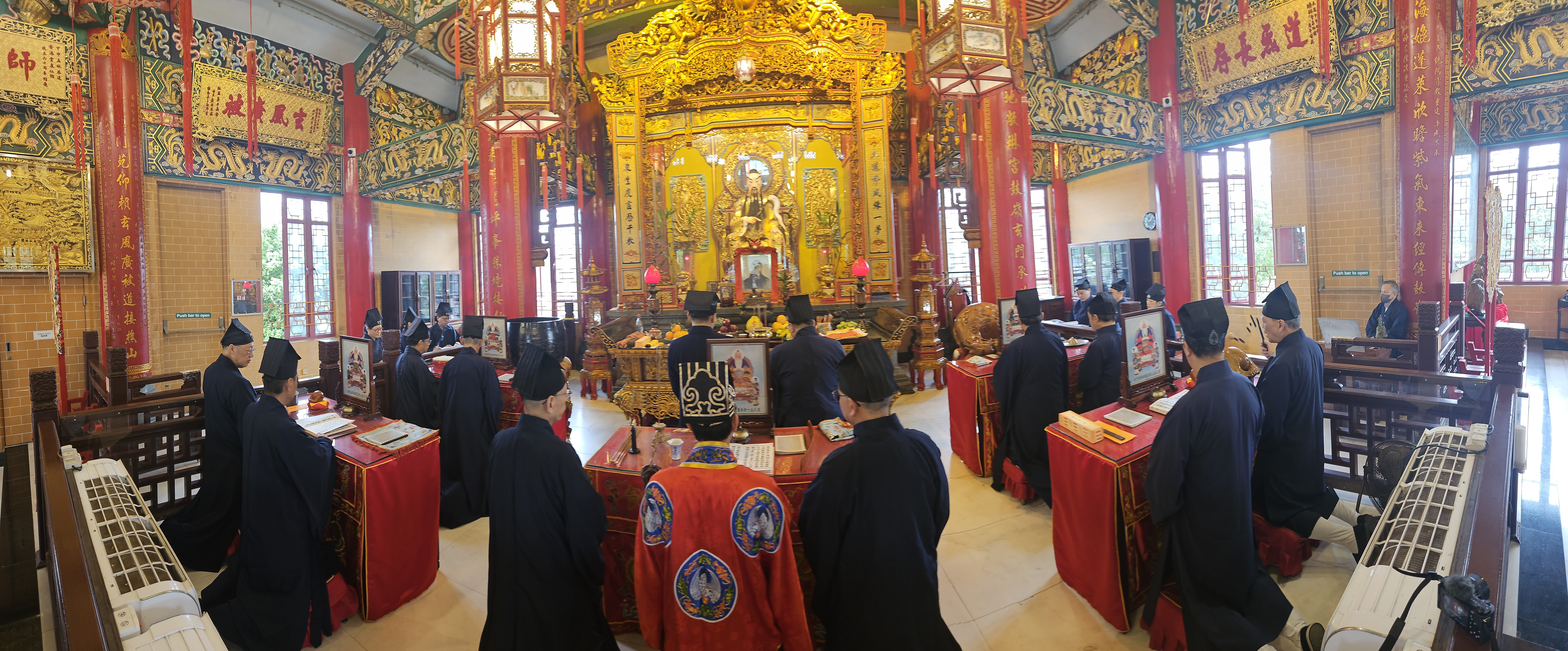

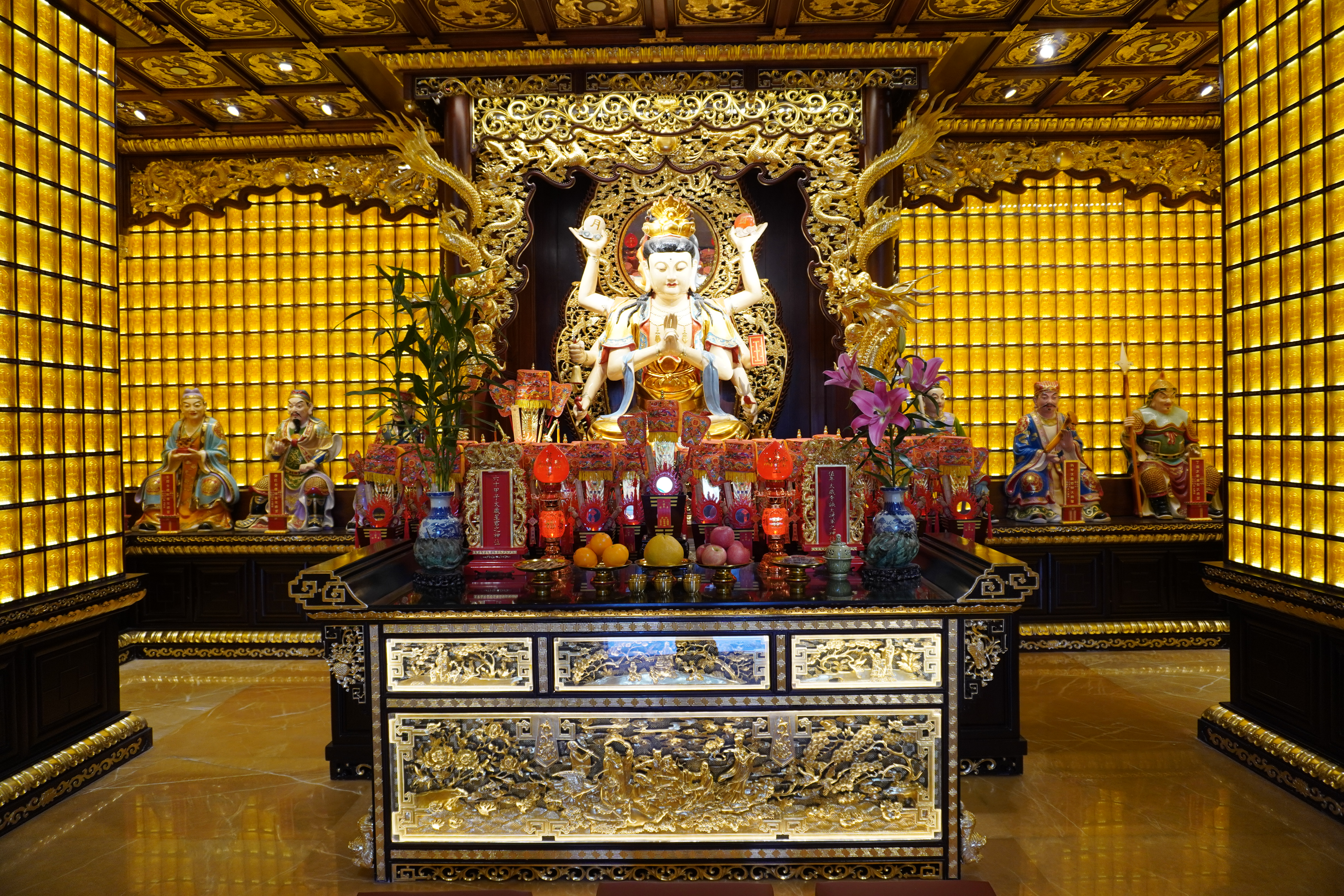

1981年落成的崇先堂，樓高兩層，提供安奉祖先及先人牌位服務，以供善信敬祖思親。
堂內每天早晚有專人上香，每逢清明、重陽、春秋二祭，孝子賢孫絡繹不絕。
- 靈灰莊

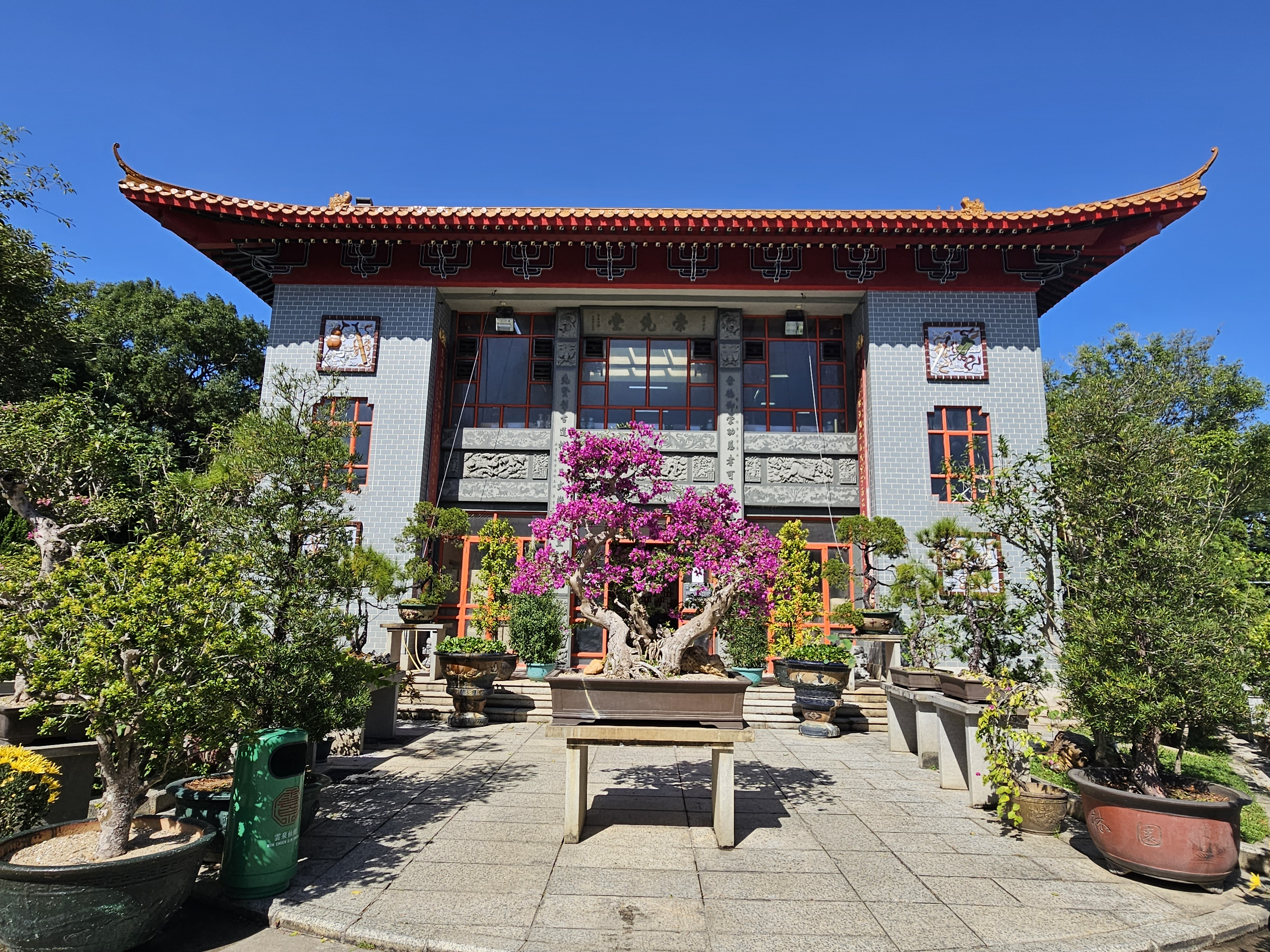

四座獨立建築，共八間靈灰莊(靈定莊﹑靈祐莊﹑靈道莊﹑靈壽莊﹑靈福莊﹑靈德莊﹑靈樂莊﹑靈靜莊)可提供安奉6776份骨灰安         置服務。
2024年2月2日已正式獲政府發出私營骨灰安置所牌照。
- 鐘樓
- 鼓樓
- 東齋
- 西齋
- 南齋 (雲泉素食家，提供精美素菜，尤以白粥馳名)
- 北齋(現已改建為「雲景園」)
- 雅石閣
- 墨莊 (辦公室)
- 園林勝景

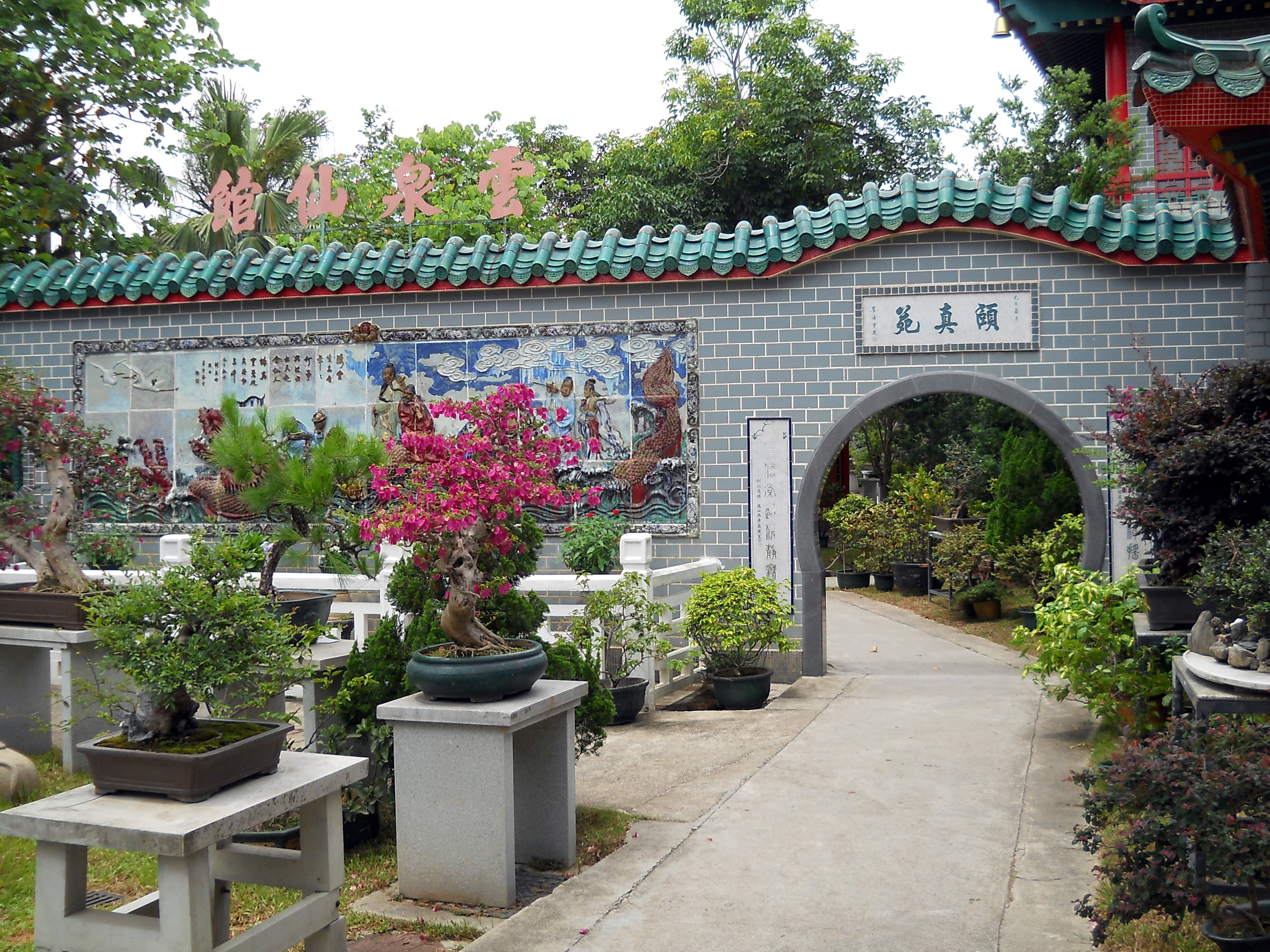
頤真園
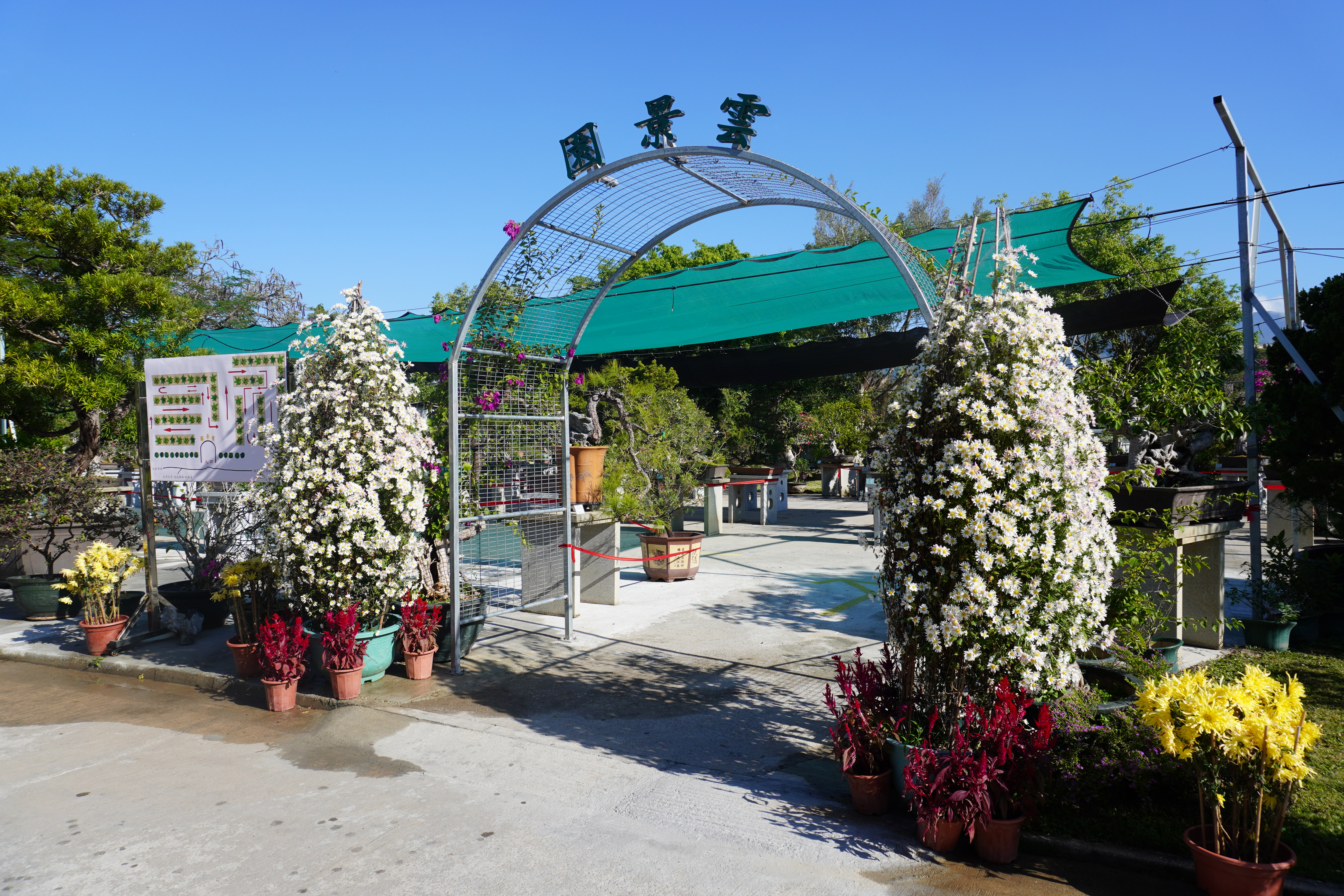
雲景園 (過百盆盆景)
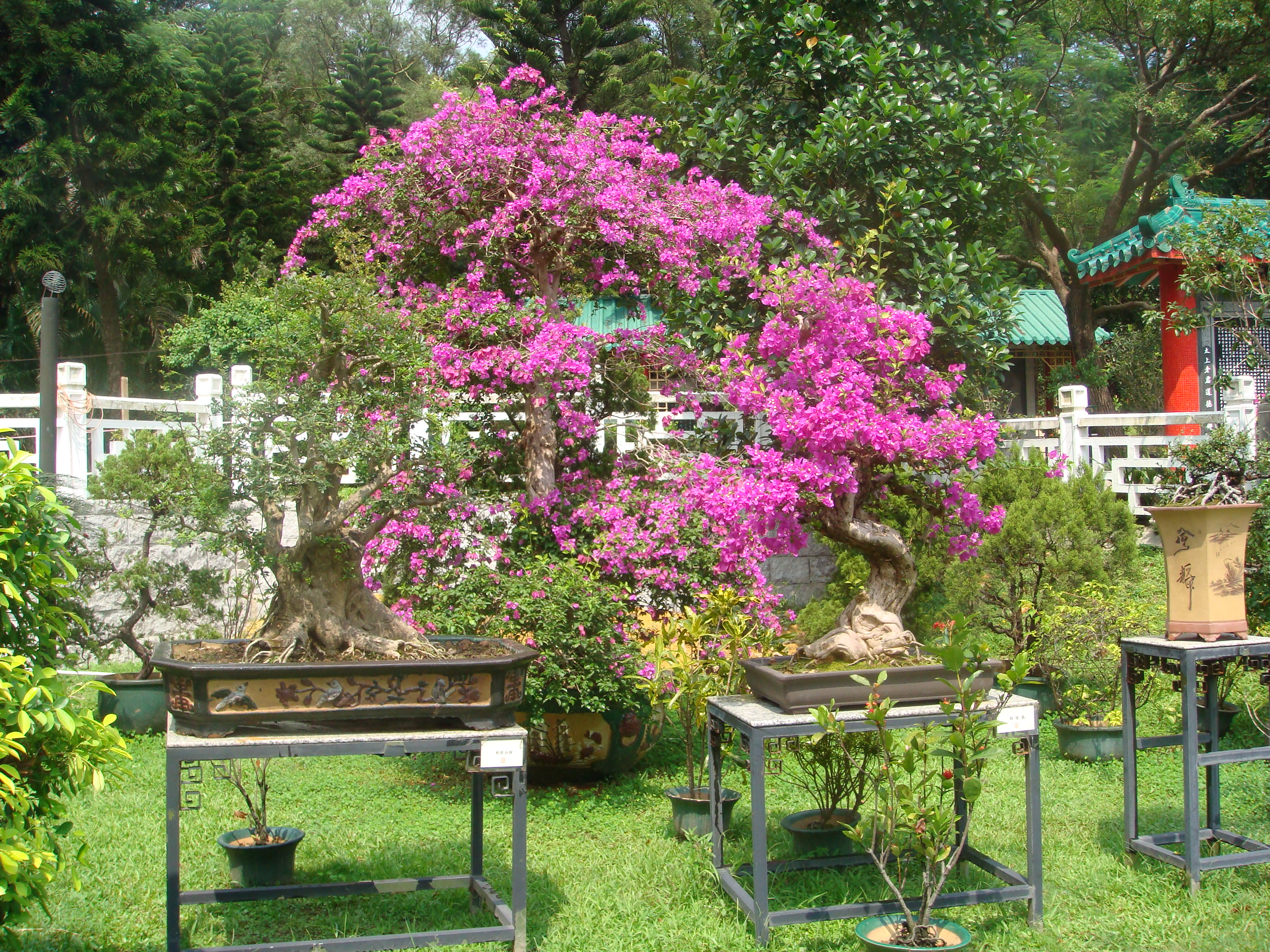
心花盛放（盆景）
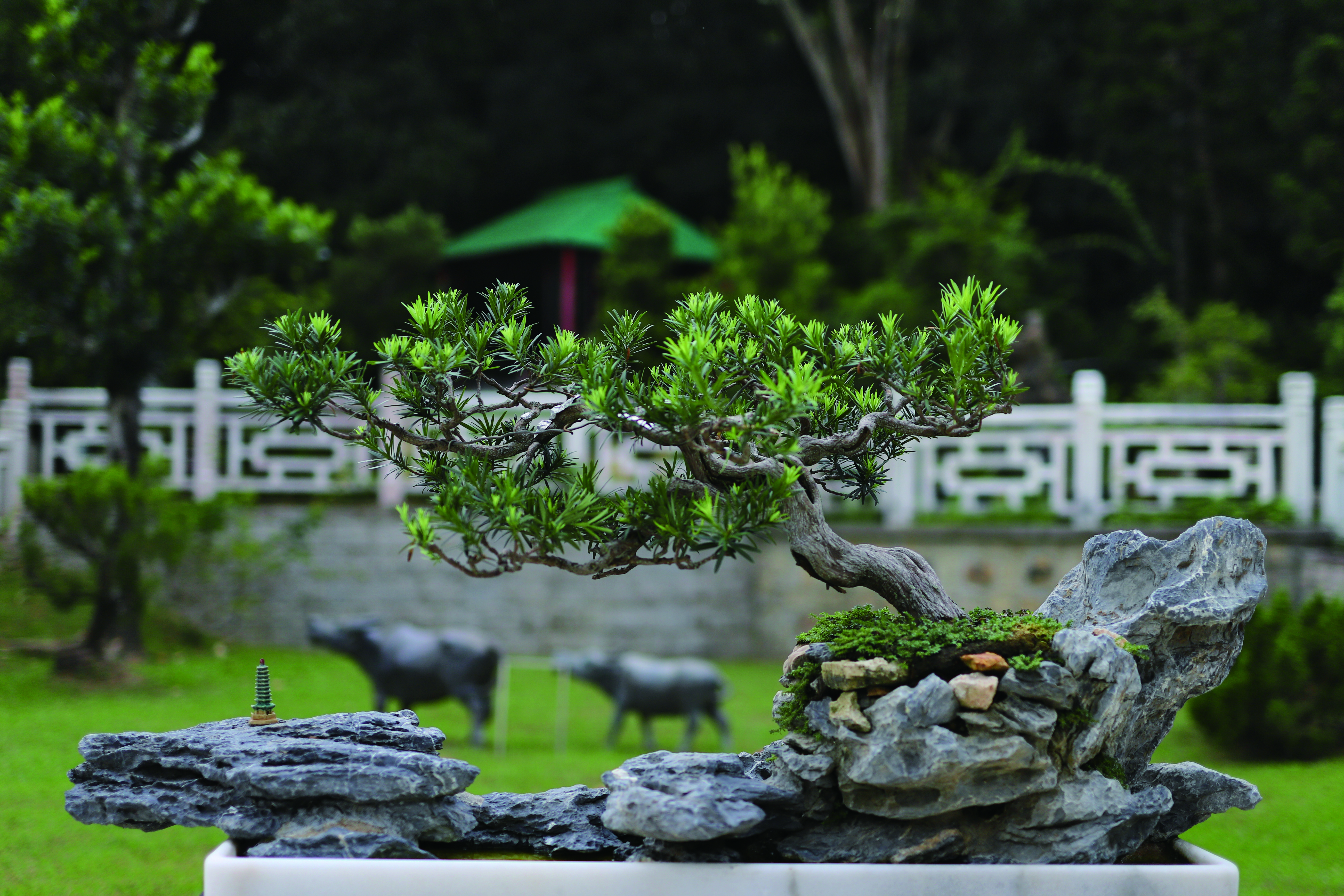
盆中自有天地寬
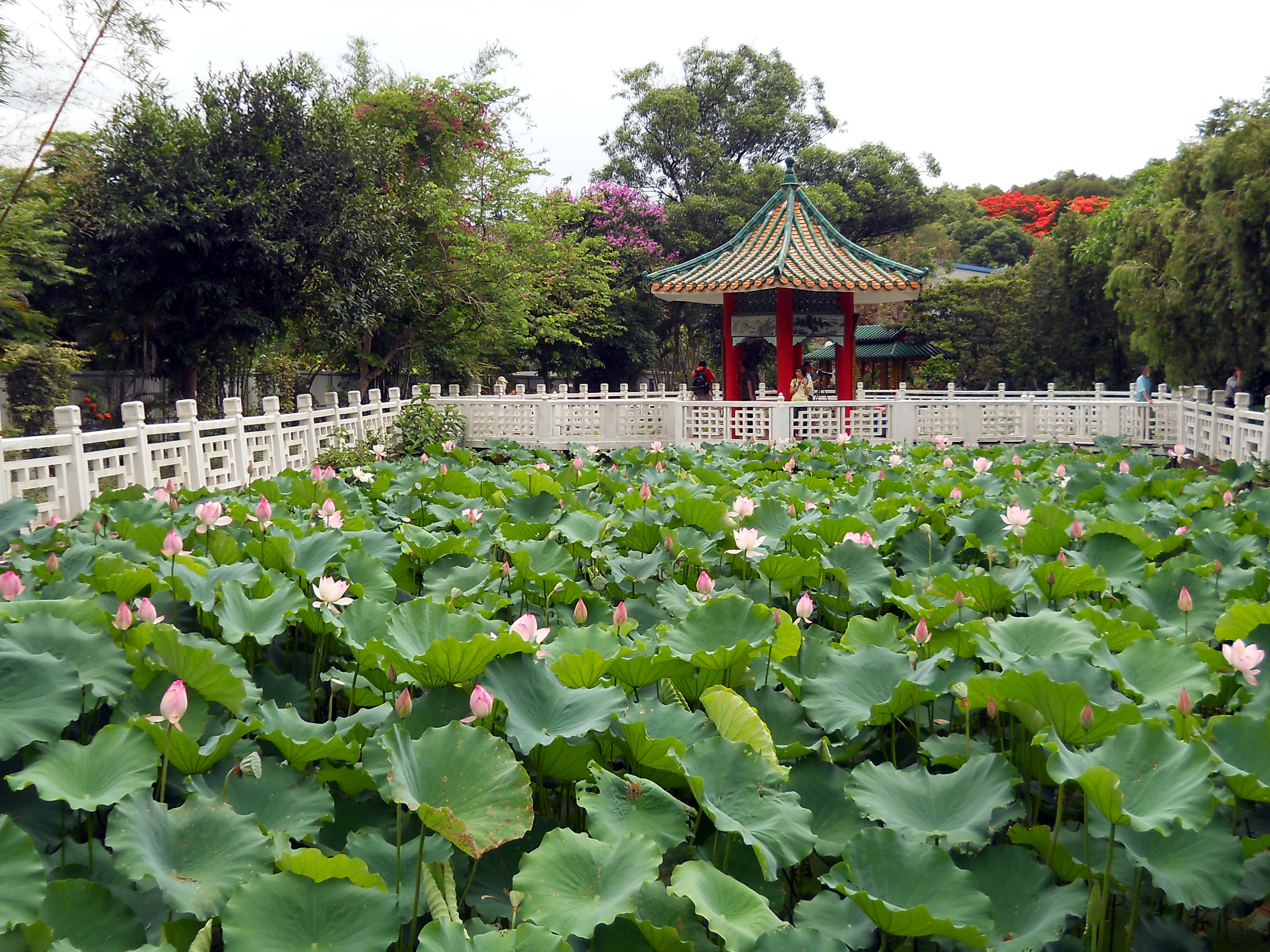
荷花池
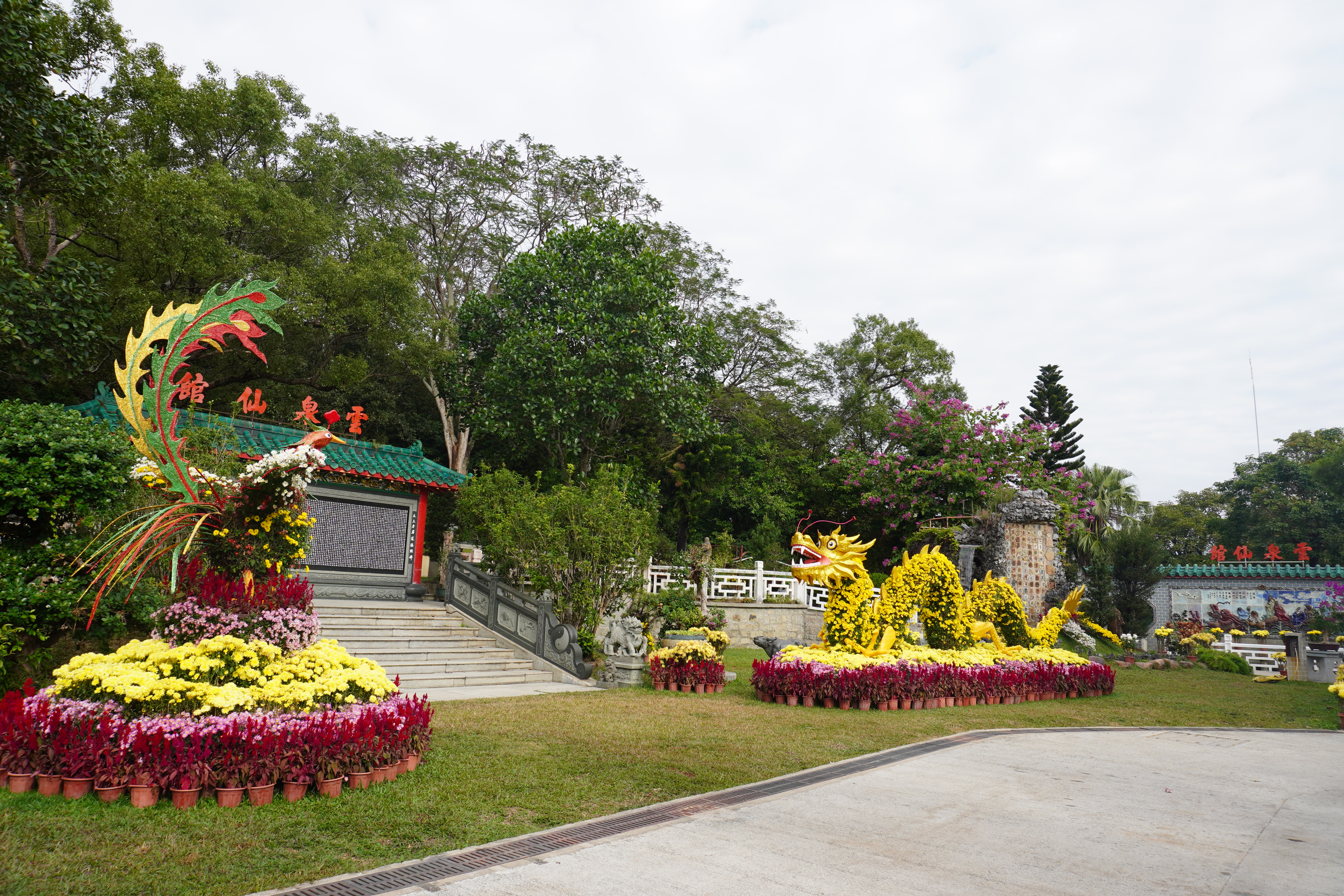
菊展
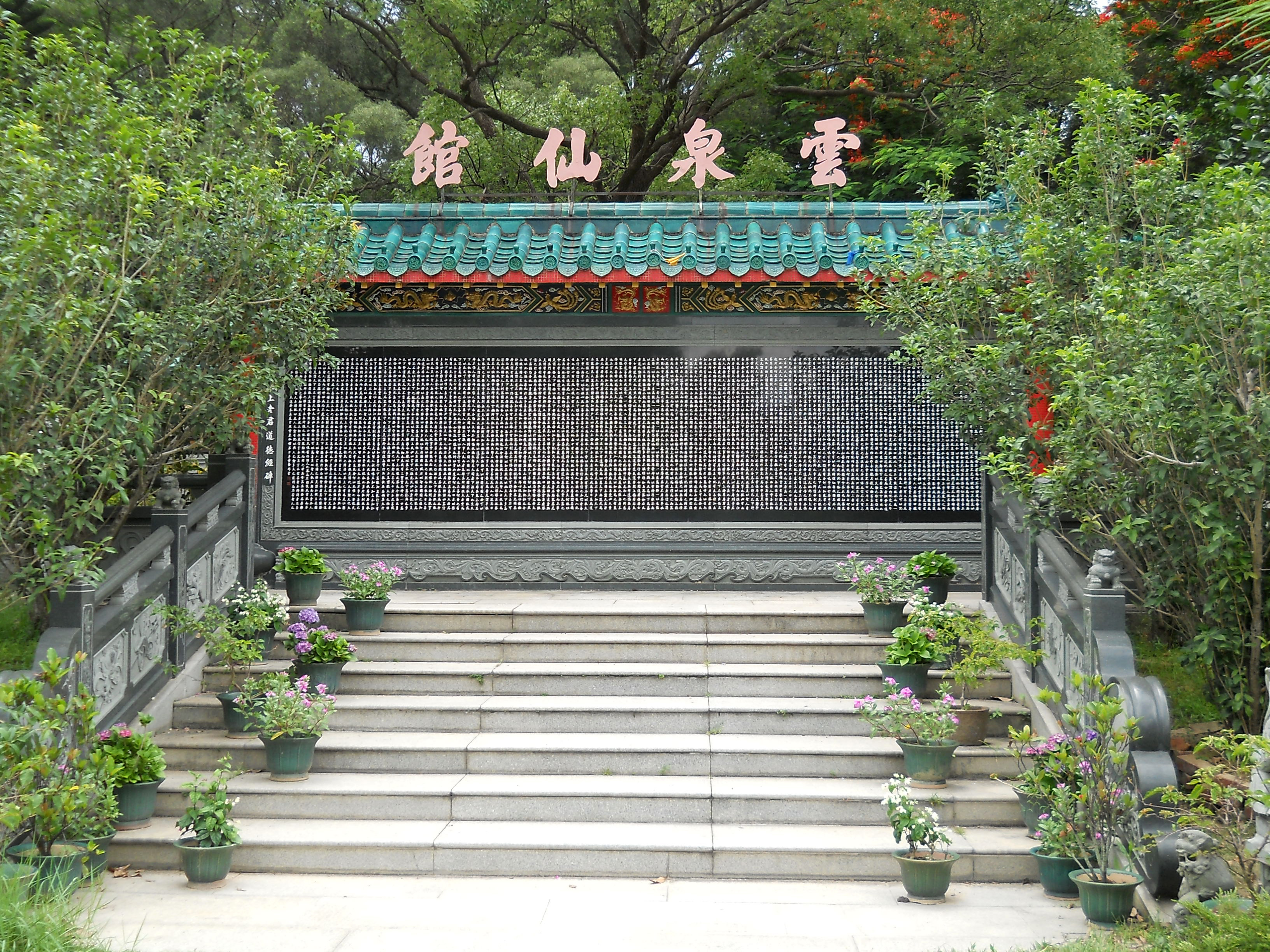
道德經碑
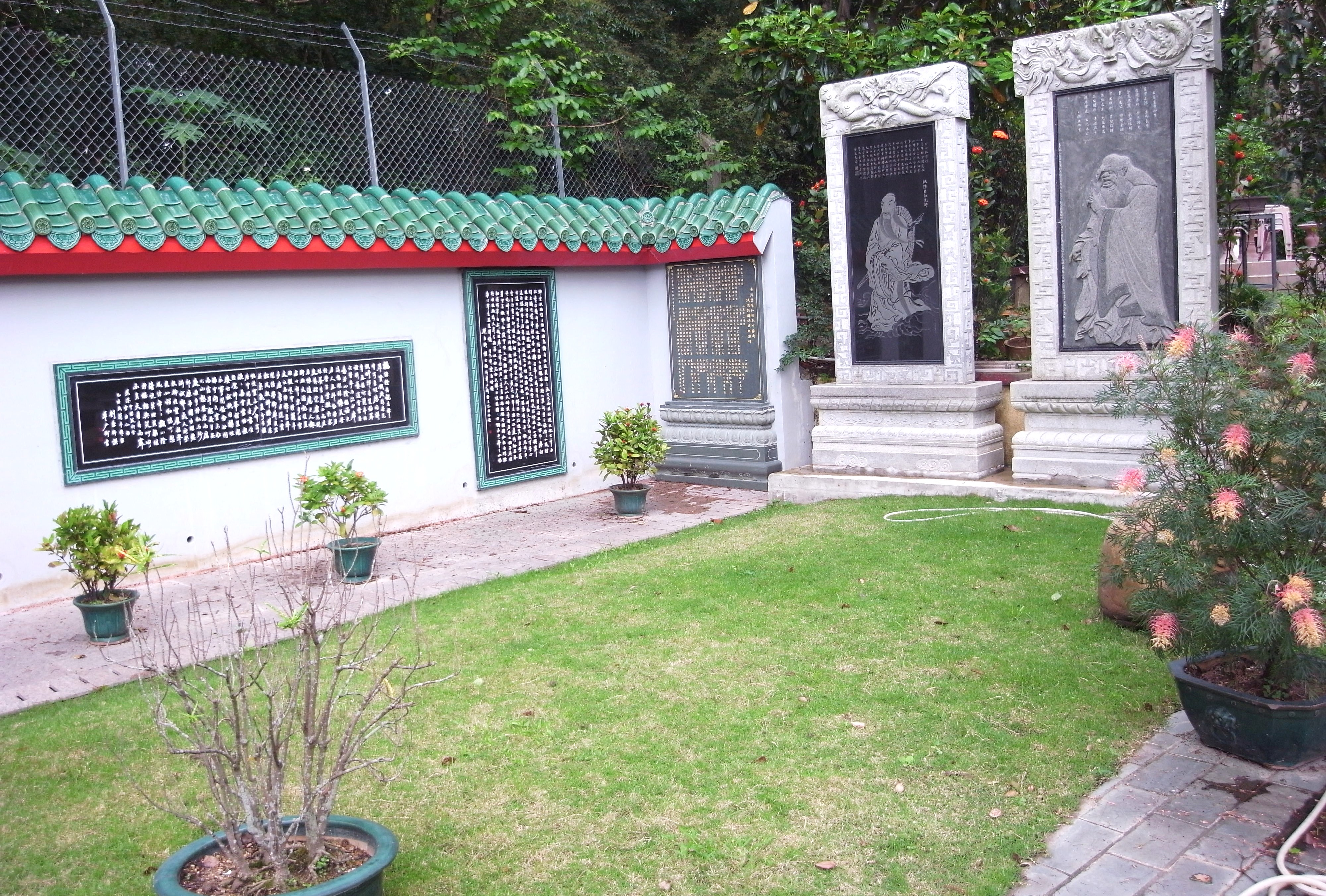
碑廊
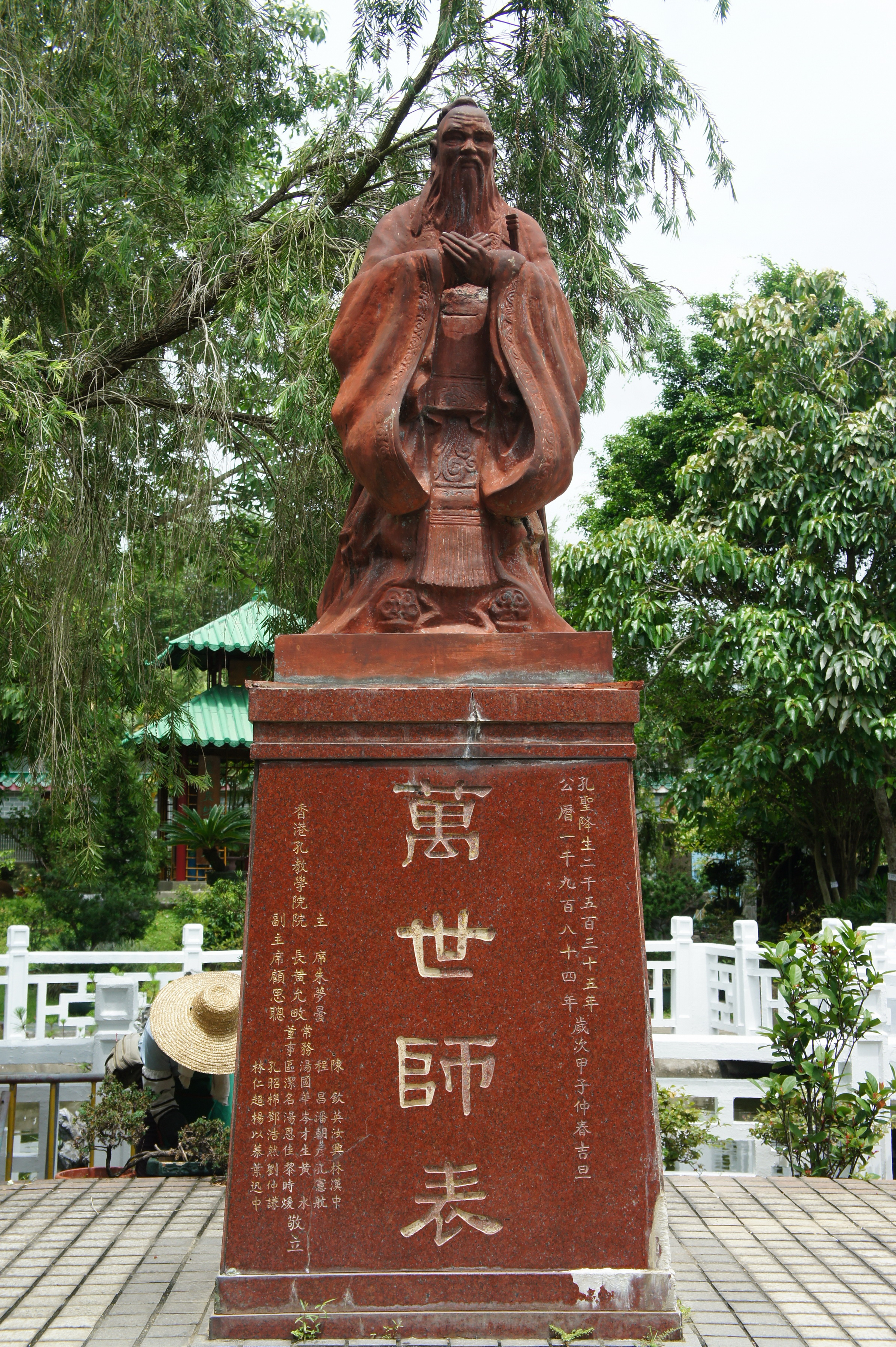
孔子像
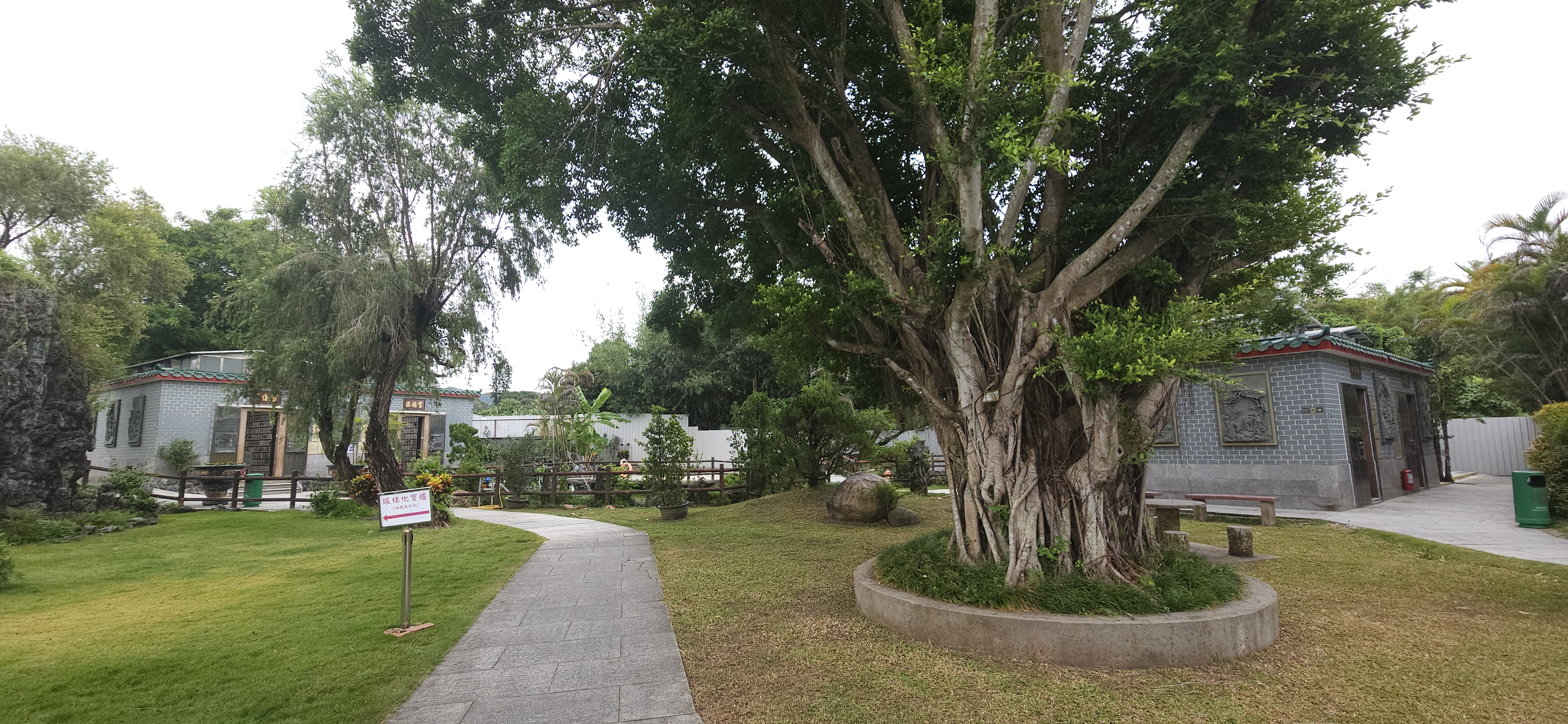
靈灰莊

## 服務及活動
- 禮斗誦經祈福法事
- 供奉斗姆太歲財神神燈
- 超薦度靈如意功德
- 經懺培訓文化雅集
- 安奉先人龕位牌位
- 素菜團餐園藝盆景
- 每年中元盂蘭勝會
- 夏荷秋菊展覽
- 新春競投聖燈

## 交通
- 粉嶺站A 或 C 出口，乘新界區專線小巴52K線，雲泉仙館站下車。
- 上水站側「上水廣場」，乘九龍巴士79K線，雲泉仙館站下車。

## 外部連結
- 香港道教聯合會：雲泉仙館／雲泉仙館有限公司
- 福山堂：雲泉僊館／雲泉仙館有限公司 （页面存档备份，存于）
- 元朗網站：雲泉仙館（照片） （页面存档备份，存于）
- 道覽天下:雲泉仙館探訪記[]
- 雲泉仙館（太歲殿）

1. ↑  [1]^[錨點失效] 法國遠東學院道教研究概述 (PDF). [2024-04-10]. （原始內容存檔 (PDF)於2024-04-10）.
2. ↑  [2] ^ 黎志添. 清代呂祖寶懺與扶乩道壇：廣東西樵雲泉仙館《呂祖無極寶懺》的編撰及與其他清代呂祖懺本的比較. [2024-04-10]. （原始內容存檔於2024-04-10）.
3. ↑  . 香港道教聯合會雲泉吳禮和紀念學校.
4. ↑  . 香港道教聯合會雲泉學校.